# Mehdi Mahdavikia
Mehdi Mahdavikia (Teheran, 24 luglio 1977) è un ex calciatore iraniano, difensore, centrocampista. Ha vinto il premio Asian Footballer of the Year nel 2003.  Era noto per i suoi cross, velocità e dribbling.

## Carriera
Dopo dodici anni passati in Bundesliga, nel 2010 rientra in patria per giocare con lo Steel Azin. Nel 2013 si ritira dal calcio giocato all'età di 36 anni.

## Palmarès

### Club
- Campionato iraniano: 2

Persepolis: 1995-1996, 1996-1997
- Coppa di Lega tedesca: 1

Amburgo: 2003
- Coppa Intertoto UEFA: 1

Amburgo: 2005

### Individuale
- Calciatore asiatico dell'anno: 1

2003